# Rock Peak
Der Rock Peak ist ein Hügel der Insel Antigua, im Inselstaat Antigua und Barbuda.

## Geographie
Der Hügel erreicht eine Höhe von 283 m. Er liegt im Zentrum der Insel im Gebiet des Parish Saint Mary und in der Nähe des McNish Mountain.